# Mihai Adam
Mihai Adam (Câmpia Turzii, 3 de juliol de 1940 - 11 de desembre de 2015) va ser un futbolista romanès que jugava en la demarcació de davanter. Va començar a formar-se com a futbolista amb l'Industria Sârmei Câmpia Turzii en 1957, debutant amb el primer equip dos anys després. Tres anys després va fitxar pel U Cluj per a les sis temporades següents, ja que en 1968 es va anar en qualitat de cedit al Vagonul Arad. Durant la seva primera estada en el U Cluj va ser el màxim golejador de la lliga en dues ocasions, a més de guanyar la Copa de Romania. En 1969 va tornar després de cessió al U Cluj, tornant a ser el màxim golejador de la lliga. En 1972 va fitxar pel CFR Cluj fins a 1976, any en el qual es va retirar. Va morir l'11 de desembre de 2015 als 75 anys.

## Clubs
| Club                           | País | Any         | Partits | Gols |
| ------------------------------ | ---- | ----------- | ------- | ---- |
| Industria Sârmei Câmpia Turzii |      | 1959 - 1962 |         |      |
| U Cluj                         |      | 1962 - 1968 | 144     | 74   |
| Vagonul Arad (cedit)           |      | 1968 - 1969 | 13      | 6    |
| U Cluj                         |      | 1969 - 1972 | 82      | 33   |
| CFR Cluj                       |      | 1972 - 1976 | 114     | 47   |

## Palmarès
| Títol                         | Club     | País    | Any  |
| ----------------------------- | -------- | ------- | ---- |
| Copa de Romania               | U Cluj   | Romania | 1965 |
| Màxim golejador de la Lliga I | U Cluj   | Romania | 1965 |
| Màxim golejador de la Lliga I | U Cluj   | Romania | 1968 |
| Màxim golejador de la Lliga I | CFR Cluj | Romania | 1974 |